# Музеј хварске баштине
Музеј хварске баштине је музејска установа у Хвару, налази се у улици Ханибала Луцића 8.

## Историја
На иницијативу Нике Дубоковића општина Хвар је 1950. године основала Историјски архив чија је првобитна делатност била прикупљање и чување архивске грађе. Посматрајући баштину у целини природних и културних добара и острво као музеј на отвореном Дубоковић је почео да усмерава установу на заштиту споменика, прикупљање научне литературе и формирање библиотеке, музејских збирки, прикупљање и израда документације о културним добрима. Покренули су часописе „Прилози за историју острва Хвара” који су широј публици приближили историју острва и „Периодични извештаји” који су редовно информисали јавност о свим активностима установе. Из административних разлога, Историјски архив је 1965. године постао Центар за заштиту културне баштине острва Хвар. Основне делатности су биле архивска, музејска, библиотекарска и конзерваторска. Музејске збирке су основане на острву где год је то било потребно и могуће, а културна добра су се премештала само ако је оштећење објекта било неизбежно. Због континуиране бриге о регионалним музејским збиркама и њиховом очувању широм острва, Центар је развио мрежу секција које су биле отворене за све грађане и становнике острва, а комесар је могао постати сваки припадник локалног становништва са било ког места. Иако музејско-галеријска делатност формално није била основна делатност Центра он је у почетку био регистрован као установа која се бави заштитом културних и природних добара и споменика, према Регистру музеја, галерија и самосталних музејско-галеријских збирки у Словачкој Републици Хрватској Центар је регистрован и као посебан музеј са осам регистрованих регионалних музејских збирки. Године 1998. је Центар за заштиту културне баштине острва Хвара постао Музеј хварске баштине. Музејску грађу је чинило десет збирки и седамнаест фондова, водили су евиденцију властитих музејских фондова, као и других јавних, црквених и приватних збирки на острву Хвару, као и евиденцију културно-историјских добара. Промена у начину документације је једна од промена које су се десиле 1990-их након распада бивше општине на острву Хвар и регулисања институција законитости у погледу нових закона који се односе на културне делатности и споменике. Како би одржао континуитет архивске и конзерваторске делатности, Државни архив Сплит оснива подружницу у Хвару на чијем челу је бивши архивар Центра, а Конзерваторско одељење у Сплиту преузима конзерваторску делатност везану за културна добра на острву Хвар. Музеј хварске баштине је уписан у Регистар музеја, галерија и збирки Републике Хрватске 2000. године као опши завичајни музеј локалног обима. Некадашње музејске збирке и фондови су данас формирани у шеснаест музејских збирки и представљају основу научног рада и делатности ове установе.